# Great Australian Bight Marine National Park
Great Australian Bight Marine National Park är en park i Australien. Den ligger i delstaten South Australia, omkring 870 kilometer nordväst om delstatshuvudstaden Adelaide.
Trakten är glest befolkad. Det finns inga samhällen i närheten.